# Saint-Évarzec
Saint-Évarzec (bretonisch Sant-Evarzeg) ist eine französische Gemeinde im Südwesten der Bretagne im Département Finistère mit 3491 Einwohnern (Stand 1. Januar 2022).

## Lage
Der Ort befindet sich nur wenige Kilometer nördlich der Atlantikküste bei Concarneau und Fouesnant.
Quimper liegt acht Kilometer nördlich, die Groß- und Hafenstadt Brest 58 Kilometer nordnordwestlich und Paris etwa 480 Kilometer östlich (Angaben in Luftlinie).

## Verkehr
Bei Quimper und Rosporden gibt es Abfahrten an der Schnellstraße E 60 Brest-Nantes und Bahnhöfe an der überwiegend parallel verlaufenden Regionalbahnstrecke in Richtung Brest und Nantes. Der Bahnhof von Brest ist Endpunkt des TGV Atlantique nach Paris.
Die Flughäfen Aéroport de Lorient Bretagne Sud bei Lorient und Aéroport de Brest Bretagne nahe Brest sind die nächsten Regionalflughäfen.

## Bevölkerungsentwicklung
| Jahr                       | 1962 | 1968 | 1975 | 1982 | 1990 | 1999 | 2009 | 2017 |
| Einwohner                  | 1379 | 1362 | 1917 | 2525 | 2966 | 2897 | 3442 | 3529 |
| Quellen: Cassini und INSEE |      |      |      |      |      |      |      |      |

## Sehenswürdigkeiten
Siehe: Liste der Monuments historiques in Saint-Évarzec

## Weblinks

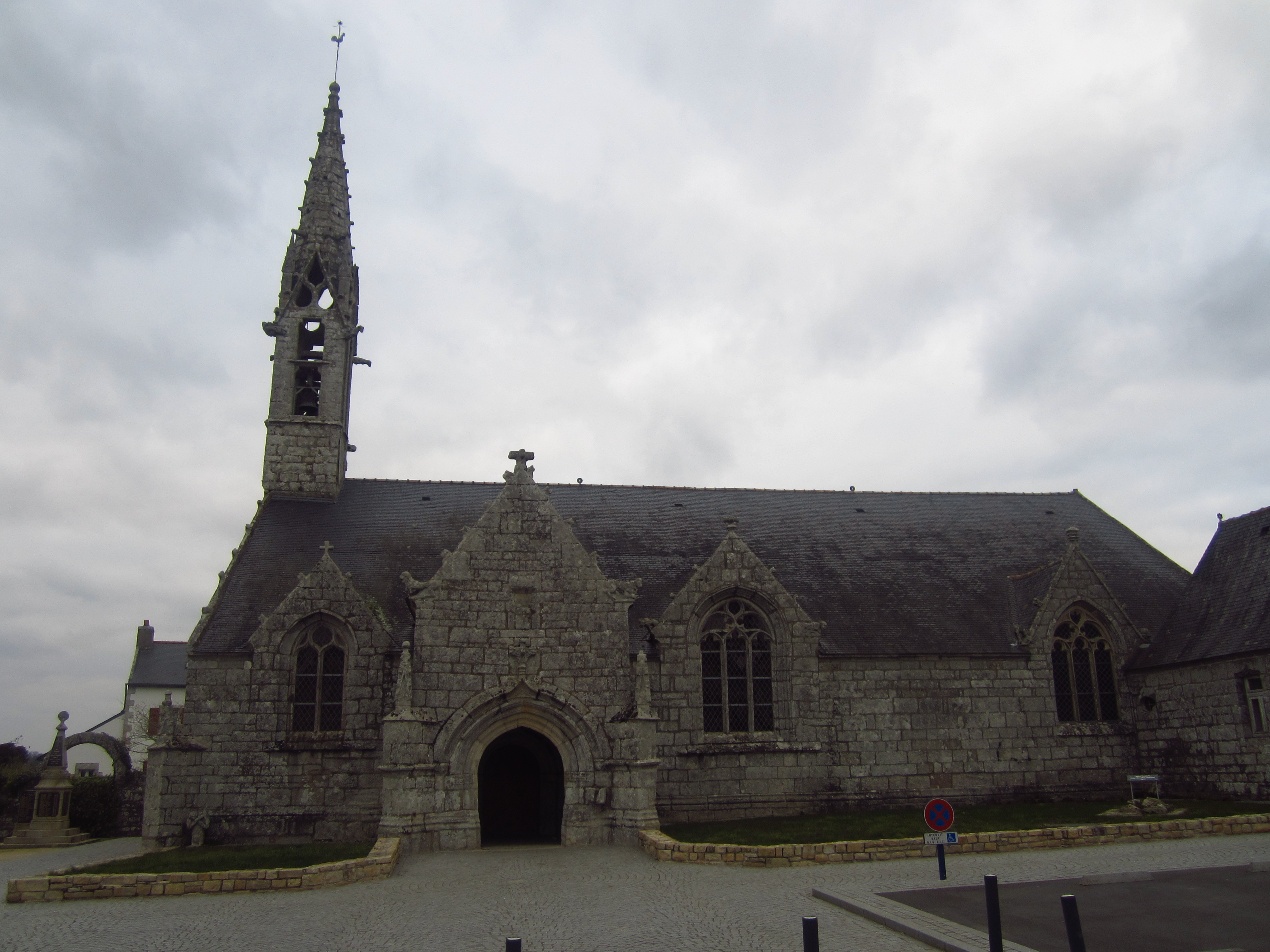
Kirche Saint-Primel